# Cruciuliță
Cruciulița (Senecio vulgaris) este o plantă din familia Asteraceae.

## Descriere
Frunzele sunt tulpinale oblanceolate, cu marginile dințate, penatfidate sau chiar sectate.
Florile centrale sunt tubuloase, galbene, cele radiare lipsesc sau sunt foarte mici.
Fructele sunt achene păroase.

## Denumiri în alte limbi
.

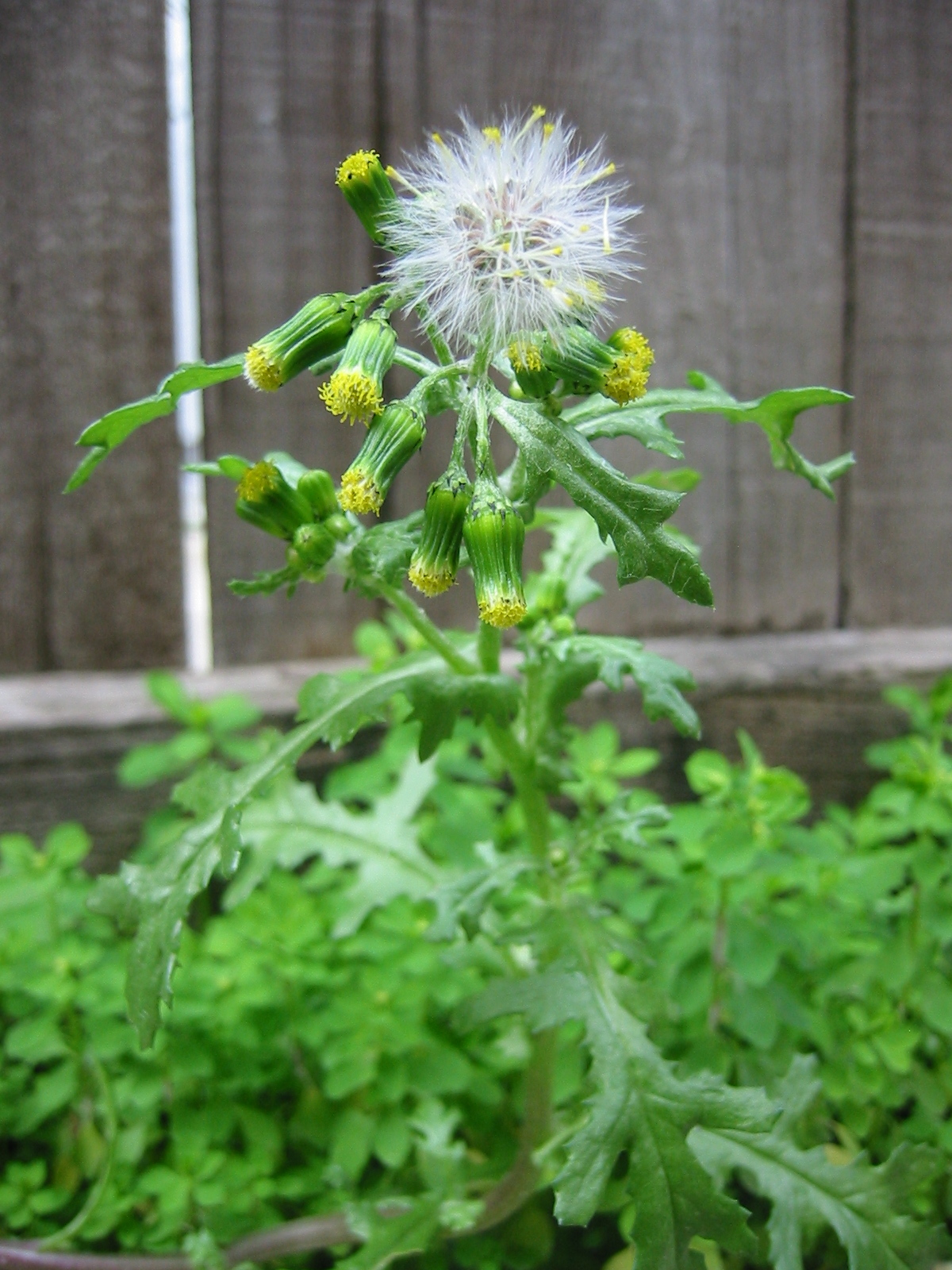
Common groundsel

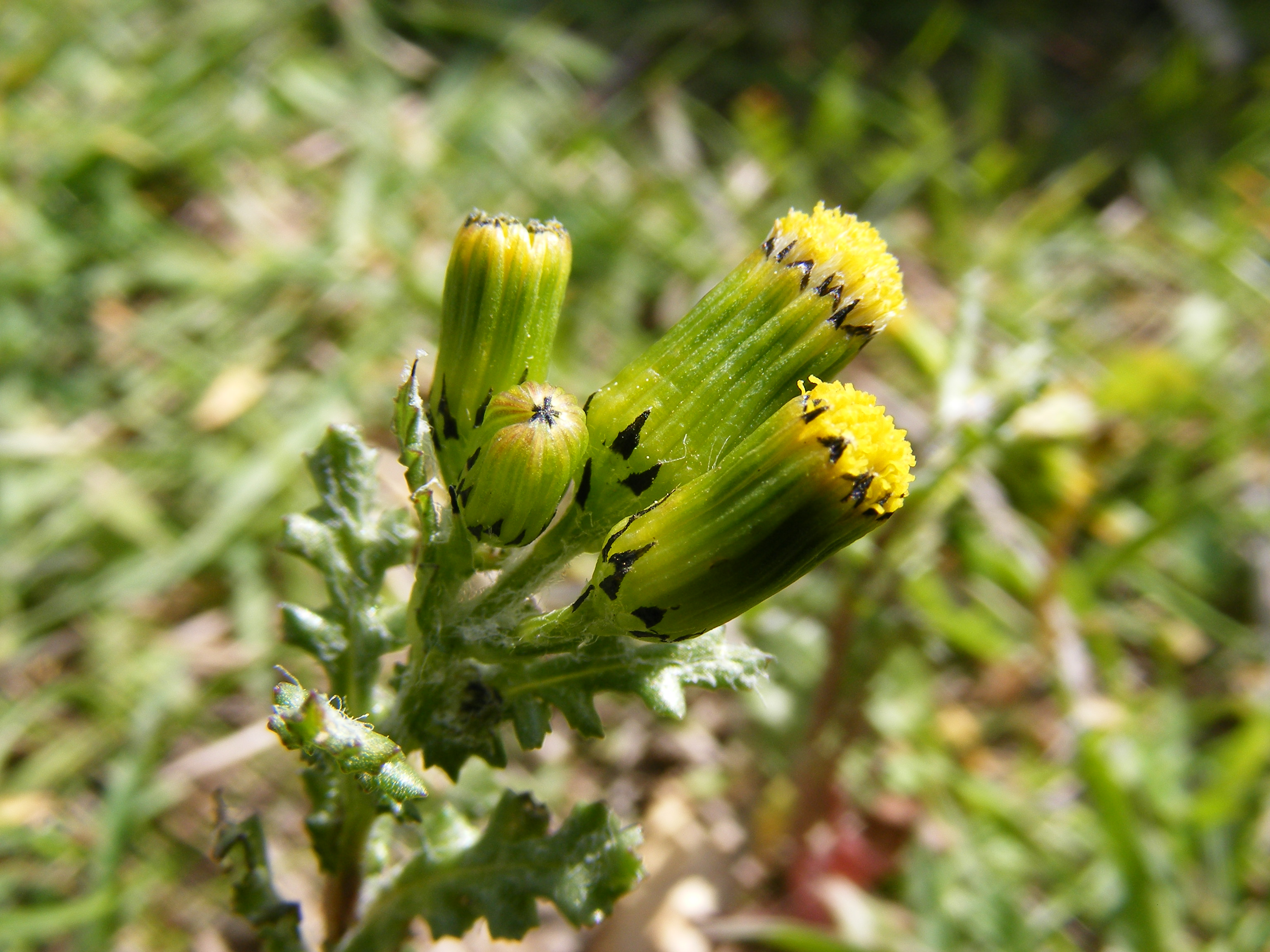
Senecio vulgaris, Franţa

- engleză : Old-man-in-the-Spring, Common Groundsel, Groundsel, Ragwort, Grimsel, Grinsel, Grundsel, Simson, Birdseed, Chickenweed, Old-man-of-the-spring, Squaw Weed, Grundy Swallow, Ground Glutton, Common Butterweed[3][4][5][6][7][8]
- portugheză Cardo-morto[5]
- norvegiană Åkersvineblom
- daneză Almindelig Brandbæger
- croată Badeljac, Guščernjak, Kostrič zečji, Obični dragušac, Obični kostriš, Obični staračac
- germană Gemeines Greiskraut, Gemeines Kreuzkraut, Gewöhnliches Greiskraut
- estonă Harilik ristirohi
- malteză Ħaxixa tal-Kanali, Kubrita
- franceză Herbe aux coitrons, Séneçon commun, Séneçon vulgaire
- galiciană Mexacán
- catalană Xenixell
- neerlandeză Klein kruiskruid
- suedeză Korsört, Vanlig korsört
- islandeză Krossgras
- slovenă Navadni grint
- lituaniană Paprastoji žilė
- letonă Parastā krustaine
- finlandeză Peltovillakko
- poloneză Starzec zwyczajny
- italiană Senecione comune
- spaniolă Hierba cana, senecio común, flor amarilla, cineraria o yuyito
- slovacă Starček obyčajný
- ebraică סַבְיוֹן פָּשׁוּט סביון פשוט
- română Cruciuliță[9]
- rusă Крестовник обыкновенный[10]
- chineză 歐洲黃菀 ; 欧洲千里光[11]
- japoneză ノボロギク、野襤褸菊[12]

## Răspândire în România
În România crește în toată țara, în locurile necultivate, pe lângă ziduri, pe drumuri sau pe câmpuri.

## Aria de răspândire
Senecio vulgaris este o specie o specie invazivă în America, Oceania, Asia și Africa de Nord.

Aria de răspândire inițială a speciei Senecio vulgaris.

Aria de răspândire actuală a speciei Senecio vulgaris.

Africa
America
America de Nord
Mexic
America de Sud
Asia
Europa
Rusia